# كارولينا دي أوليفيرا
كارولينا باشيكو دي أوليفيرا (بالبرتغالية: Carolina Pacheco De Oliveira) إعلامية، مقدمة برامج وممثلة.
من مواليد 16 تشرين الثاني 1976 من أب برازيلي وأم سورية، حاصلة على شهادات جامعية في دراسة الأدب الإنكليزي. كما تحمل درجة الماجستير D.E.S.S في تصميم الأزياء والفنون الجميلة من جامعة ليون لوميير بفرنسا.وهي حائزة على ميدالية فضية في الرسم من نيو دلهي في مسابقة عالمية للناشئين، وشهادة من مسابقة Fabriano من إيطاليا.  
احتلّت مكانة مهمّة بين مقدمي البرامج في مجموعة إم بي سي وفي العالم العربي، عملت في مجال تقديم البرامج، إعداد وإنتاج البرامج التلفزيونية. 
ناشطة في ميادين اجتماعية وإنسانية عديدة. وعينت في العام 2004 سفيرة لـ«منظمة الشريط الأحمر» لمكافحة داء نقص المناعة المكتسبة الإيدز/السيدا في شمال أفريقيا والشرق الأوسط.

## أعمالها
دخلت كارولينا مجال تقديم البرامج في العام 1997 وتنقلت بين عدد من المحطات التلفزيونية الفضائية والمحلية. إذ تعتبر كارولينا من الإعلاميات المتمرسات في المهنة، لها باع طويل في المجالين الإعلامي والإعلاني. وكانت أول من قام بإعداد وتقديم وإنتاج برنامج متعلقة بالموضة، وهذا النوع من البرامج كان سبب شهرتها ونجاحها.

### أبرز أعمالها
- 1997: سبعة أشهر تمرين على الإلقاء ومخارج الحروف واللغة وتقديم ربط فقرات على تلفزيون المستقبل.
- نوفمبر 1999- مايو 2000: برنامج مباشر «عيون بيروت» وبرنامج سينما وخاص رمضان على قناة أوربيت.
- أكتوبر 2000: برنامج «عالموضة» أول برنامج نسائي عصري على قناة إن بي إن. فكرة وإعداد وتقديم، ومنتج منفذ ومساعدة إخراج كارولينا دي أوليفيرا.
- برنامج «عالإتيكيت» عن أصول الحياة وطريقة العيش. فكرة، إعداد، تقديم، منتج منفذ كارولينا دي أوليفيرا.
- برنامج «سبيسيال» عن مشاريع لبنان السياحية. فكرة، إعداد، تقديم، منتج منفذ كارولينا دي أوليفيرا.
- برنامج «الصباحية» خمس ساعات مباشر على الهواء. وهو من إعدادها وتقديمها.
- 2003: الانتقال إلى الـام بي سي:
- تقديم فعاليات عالم أزياء لوكس على مدى 3 أعوام متتالية.
- برنامج «أنتِ» نسائي شامل، عُرِضَ 3 مرّات في الأسبوع على مدى 3 سنوات. إعداد وتقديم كارولينا دي أوليفيرا.
- برنامج «شي ستايل» نسائي عصري، جولات في العواصم الأوروبية وتغطية أسابيع الموضة. إعداد وتقديم كارولينا دي أوليفيرا.
- برنامج «وقف الساعة» برنامج معلومات عامة تثقيفية، وسرعة بديهة. وهو من إعدادها وتقديمها.
- برنامج «الرابح الأكبر» من نوع تلفزيون الواقع عن البدانة وسبل الحياة الصحية. قدمت مواسمه الأربعة وحصل البرنامج على أعلى نسبة مشاهدة في تاريخ التلفزيون العصري في العقد الأخير من الزمن.
- 2010: المشاركة بالفيلم المصري «كلمني شكراً». وهو أول عمل لها بالسينما، مع المخرج خالد يوسف، شاركت في البطولة الممثلة المصرية غادة عبد الرازق.
- الانتقال إلى قناة العربية الإخبارية:
- برنامج «دراما رمضان»: يومي، فنّي درامي شامل، يُلقي الضوء على أهم وأبرز المسلسلات والأعمال الرمضانية من خلال لقاءات مع النجوم وصنّاع الدراما، إلى جانب القراءة التحليلية لهذه الأعمال.
- مشاركة في دورة خاصة بالصحافيين في دبي وحاصلة على شهادة في ميدان الصحافة المصورة، وكذلك شاركت في دورات تدريبية على أنظمة I-News و AVID Instinct.
- 2011: العودة إلى قناة الـ إم بي سي:

برنامج «سينما في أسبوع»: يختصر أبرز أحداث وأخبار وإصدارات الفن السابع في العالم.
- 2012: تقديم الدورة الـ 12 من حفل توزيع جوائز الموركس دور

المشاركة ببرنامج «ديو المشاهير» الغنائي الذي عُرِضَ عبر محطتي LBCI و CBC، وقدّمت الشيك لصالح مركز سرطان الأطفال Saint Judes.
- 2013: الوجه الإعلامي والمتحدثة الرسمية باسم طاولة حوار المجتمع المدني هي ملتقى للحوار حول دور المجتمع المدني الوطني- الاجتماعي، هدفها توحيد الجهود لتأتي أكثر فعالية ولتنظيم الفئات المستقلة والمعتدلة والتي لها أوسع انتشار على كافة الأراضي اللبنانية لكن عدم التواصل والتنسيق بينها يبقي صوتها ومطالبها غير منفذة.

## أنشطة أخرى
- ساهمت في الاحتجاج على التمديد غير الشرعي للمجلس التشريعي / مجلس النواب في 19/5/2013،
- ساهمت في الاحتجاج على عدم إنهاء مدة المجلس النيابي في 20/6/2013
- أطلقت حملة إعادة إحياء النظام الديمقراطي في 28/10/2013
- شاركت في أنشطة التضامن والاحتجاج على الأحداث المدمرة في طرابلس في 17/11/2013
- نظمت وقفة احتجاج على القتل المجاني بالسيارات المفخخة في 10/1/2014
- زارت جبيل (بيبلوس) في إطار توحيد جهود المجتمع المدني في 8/2/2014
- 2014: بطولة مسلسل «عروس وعريس» من كتابة منى طايع وإخراج ديزيريه دكاش

الانتهاء من تصوير برنامج تلفزيون الواقع – قيد الإنتاج